# 肖序常
肖序常（1930年10月12日—2023年12月6日），中国构造地质学家。出生于贵州安顺。1952年毕业于北京大学地质系。1991年当选为中国科学院学部委员（院士）。中国地质科学院地质研究所研究员。